# Magurski Park Narodowy
Magurski Park Narodowy – jeden z 23 parków narodowych na terenie Polski, utworzony w 1995 roku.
Park leży na granicy województw małopolskiego i podkarpackiego w samym sercu Beskidu Niskiego. Swoim zasięgiem obejmuje górne dorzecze Wisłoki oraz pasmo Magury Wątkowskiej. Tereny Magurskiego Parku Narodowego pełnią kluczową rolę ekologiczną, stanowiąc pomost pomiędzy innymi chronionymi obszarami polskich Karpat Zachodnich i Karpat Wschodnich.

## Historia
Pierwsze koncepcje powołania Parku pojawiły się już w połowie lat 70. XX w. Ostatecznie Magurski Park Narodowy utworzony został rozporządzeniem Rady Ministrów z dnia 24 listopada 1994 i miał początkowo obszar 199,62 km². Funkcjonowanie rozpoczął 1 stycznia 1995 r. W wyniku problemów z właścicielami gruntów został zmniejszony do obecnych 194,39 km². Otulina parku rozciąga się na dodatkowej powierzchni 229,69 km². 89,7% parku leży na terenie woj. podkarpackiego, a 10,3% na terenie woj. małopolskiego. Do dziś przebieg granic Parku jest mocno skomplikowany: ze względu na układ gruntów prywatnych granica jest bardzo rozwinięta, liczne są enklawy lasów gminnych i prywatnych oraz gruntów rolnych.
Od wschodu sąsiaduje z Jaśliskim Parkiem Krajobrazowym, od południa zaś, przez granicę państwową, ze słowackim Obszarem Chronionego Krajobrazu „Karpaty Wschodnie”.

## Przyroda
Magurski Park Narodowy (MPN) chroni przede wszystkim unikatowy w skali Karpat obszar przejściowy między Karpatami Zachodnimi i Karpatami Wschodnimi. Ponad 90% powierzchni parku zajmują lasy. Na jego terenie wyróżnić można dwa piętra roślinne: pogórza i regla dolnego. Piętro pogórza, zajmujące około 43% powierzchni parku i sięgające 530 m n.p.m., to głównie drzewostany sztuczne z przewagą sosny. Znajdują się tu też liczne łąki i pastwiska, a także torfowiska. Piętro regla dolnego, zajmujące około 57% powierzchni parku i sięgające od 530 m n.p.m. wzwyż (najwyższy szczyt w parku to Wątkowa 846 m n.p.m.), to głównie naturalne lasy bukowe (udział lasów sztucznych jest tu zdecydowanie mniejszy) z domieszką jedlin i rzadko występujących w Karpatach jaworzyn. Istnieją tu trzy obszary ochrony ścisłej: Magura Wątkowska (1189 ha), Kamień (378 ha) i Zimna Woda (841 ha), jest rezerwat skalny Kornuty, i pomnik przyrody Diabli Kamień.
W parku występuje prawie 800 gatunków roślin i prawie 200 gatunków zwierząt (nie licząc owadów). Wśród roślin 59 gatunków objętych jest ochroną ścisłą, 11 częściową, a 12 wpisanych jest do Polskiej Czerwonej Księgi Roślin.
| Niektóre z roślin występujących w MPN: - cebulica dwulistna, - berberys pospolity, - modrzyk górski, - języcznik zwyczajny, - paprotnik Brauna, - róża francuska, - czosnek niedźwiedzi, - kruszczyk błotny i około 20 innych gatunków z rodziny storczykowatych m.in.: gnieźnik leśny, storczyca kulista, buławnik mieczolistny, - lilia złotogłów, - kosaciec syberyjski, - przebiśnieg, - miesięcznica trwała, - zimowit jesienny. Grzyby (463 gatunki), 17 z nich podlega ochronie ścisłej m.in.: - purchawica olbrzymia, - szyszkowiec łuskowaty, - gwiazdosz potrójny i frędzelkowany, - smardz jadalny. Ssaki (57 gatunków, w tym 10 gatunków nietoperzy) reprezentowane są w Parku m.in. przez: - niedźwiedzia brunatnego, - łosia euroazjatyckiego, - wilka szarego, - rysia euroazjatyckiego, - żbika europejskiego, - bobra europejskiego, - jelenia szlachetnego, - nietoperze, - wydrę europejską, - piżmaka, - jenota azjatyckiego. | Spośród ptaków gniazdujących w parku (117 gatunków) zauważyć trzeba występowanie: - myszołowa zwyczajnego, którego zagęszczenie w MPN jest jednym z najwyższych w Polsce, - orlika krzykliwego, którego zagęszczenie w MPN jest rekordowym w Polsce i jednym z największych w Europie - krogulca zwyczajnego, - bociana czarnego, - orła przedniego (nielicznie), - puszczyka uralskiego, którego zagęszczenie w MPN jest rekordowym w Polsce i jednym z największych w Europie - trzmielojada zwyczajnego. Gady (6 gatunków), płazy (10 gatunków) i owady reprezentują m.in.: - salamandra plamista, - traszka karpacka i traszka górska, - żmija zygzakowata, - gniewosz plamisty, - ropucha zielona, - kumak górski, - jaszczurka zwinka i jaszczurka żyworodna, - zaskroniec, - padalec, - niepylak mnemozyna, - pokłonnik osinowiec, - nadobnica alpejska. Ryby (12 gatunków) reprezentują: - strzebla potokowa, - kleń, - śliz, - głowacz pręgopłetwy, - brzanka, - pstrąg potokowy, - piekielnica. |

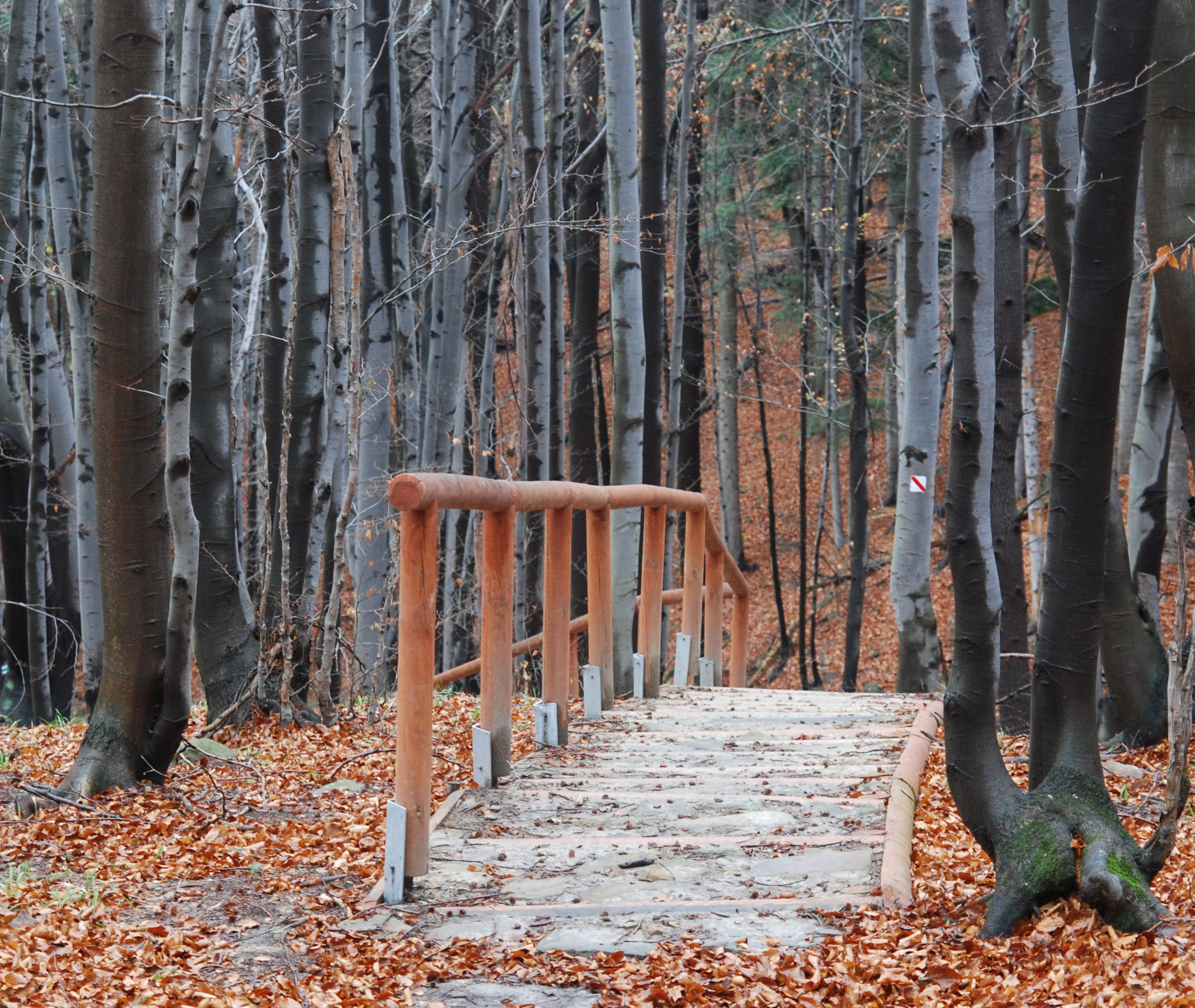
Osada Żydowskie

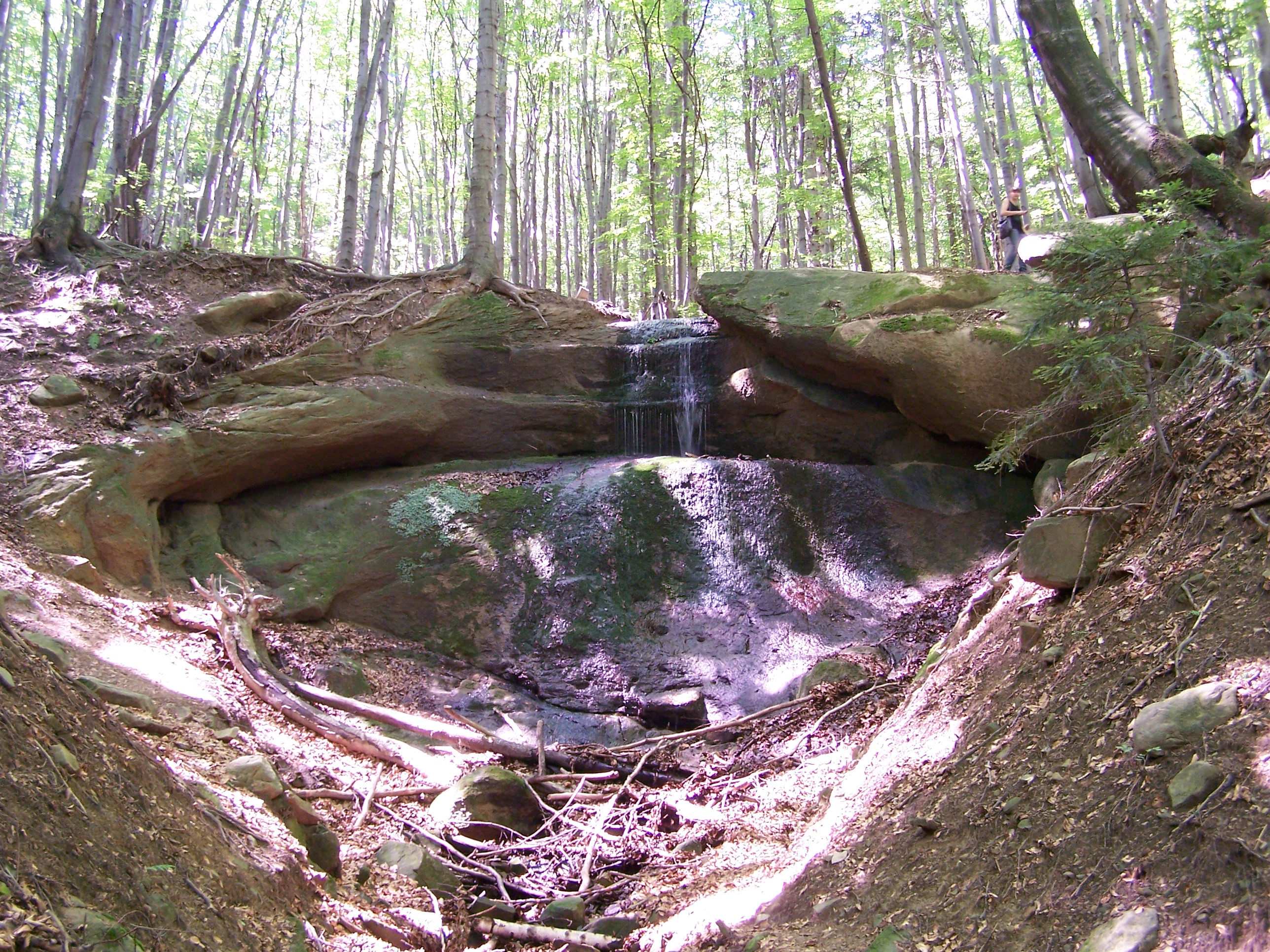
Wodospad Magurski

## Klimat
Na obszarze MPN występują dwa piętra klimatyczne:
- piętro umiarkowanie ciepłe,
- piętro umiarkowanie chłodne.

Rozdziela je izoterma rocznej temperatury powietrza 6 °C.
Średnie roczne opady wahają się w granicach 800–900 mm (największe opady w lipcu).
Na terenie tym wieją również silne wiatry, które nasilają się przede wszystkim w okresie jesienno-zimowym. Nazywane one są wiatrami dukielskimi bądź rymanowskimi.

## Turystyka

### Zabytki i atrakcje turystyczne
Obiekty zabytkowe i warte zwiedzenia w obrębie MPN i w najbliższej okolicy:

- Cerkwie w Bartnem,
- Cerkiew w Chyrowej,
- Cerkiew św. Paraskewy w Kwiatoniu,
- Cerkiew w Skwirtnem,
- Cerkiew w Olchowcu,
- Cerkiew w Polanach,
- Cerkiew w Krempnej,
- Cerkiew w Kotani,
- Cerkiew w Świątkowej Małej,
- Cerkiew w Świątkowej Wielkiej,
- Cerkiew w Pielgrzymce,
- Pozostałości grodziska w Brzezowej z IX – X wieku,
- Liczne kapliczki, kamienne krzyże i figury przydrożne,
- Kościół Parafialny w Nowym Żmigrodzie z XVI wieku,
- Jezioro zaporowe w Klimkówce,
- Wodospad Magurski,
- Diabli Kamień,
- Rezerwat przyrody Kornuty
- Cmentarze z I wojny światowej np. w Krempnej, Grabiu, Długim, Woli Cieklińskiej i na Rotundzie,
- Mogiła Żydów zamordowanych w II wojnie światowej na przełęczy Hałbów,
- Ośrodek Edukacyjny MPN wraz z Muzeum w Krempnej,
- Zabytkowe szyby naftowe Krygu,
- Muzeum Przemysłu Naftowego i Etnografii w Libuszy.

### Szlaki turystyczne
Szlaki turystyczne biegnące przez Magurski Park Narodowy:
- Główny Szlak Beskidzki. Część szlaku pokrywa się z Europejskim długodystansowym szlakiem pieszym E3;
- Czerwony graniczny szlak turystyczny Obručné – Krzemieniec. Część szlaku pokrywa się z Europejskim długodystansowym szlakiem pieszym E3;
- Niebieski szlak turystyczny Rzeszów – Grybów im. K. Pułaskiego;
- Niebieski szlak turystyczny Rozdziele – Ferdel;
- Zielony szlak turystyczny Gorlice – Kornuty – Ożenna, z odgałęzieniem zielonym szlakiem dojściowym z Folusza na Wodospad Magurski;
- Czarny szlak turystyczny Folusz – Barwinok, z odgałęzieniem czarnym szlakiem dojściowym z Folusza na Diabli Kamień;
- Czarny szlak turystyczny Barwinok – Wapienne;
- Żółty szlak turystyczny Folusz – Konieczna;
- Żółty szlak turystyczny Mrukowa – Trzy Kopce;
- Żółty szlak turystyczny Bartne – Krempna;
- Żółty szlak turystyczny Tylawa – Baranie;
- Żółty szlak turystyczny Huta Polańska – Przełęcz Mazgalica.

### Ścieżki przyrodnicze i spacerowe
Ścieżki dydaktyczno-przyrodnicze przebiegające na terenie Magurskiego Parku Narodowego:
- Czerwona ścieżka dydaktyczno-przyrodnicza "Kiczera" im. prof. Jana Rafińskiego, rozpoczynająca się w miejscowości Żydowskie i przechodząca wokół góry Kiczera Żydowska;
- Czerwona ścieżka dydaktyczno-przyrodnicza "Folusz", prowadząca m.in. przez Diabli Kamień oraz Wodospad Magurski, rozpoczynając i kończąc swój bieg w miejscowości Folusz;
- Czerwona ścieżka przyrodniczo-kulturowa "Świerzowa Ruska", przechodząca przez tereny nieistniejącej wsi Świerzowa Ruska;
- Czerwona ścieżka przyrodnicza "Buczynowa" rozpoczynająca się i kończąca w miejscowości Wapienne. Trasa ścieżki wiedzie przez takie szczyty jak Mały Ferdel oraz Ferdel;
- Żółta ścieżka przyrodnicza "Hałbów-Kamień", wychodząca z Krempnej i przechodząca przez Przełęcz Hałbowską oraz nasyp góry Kamień;
- Czarna ścieżka przyrodniczo-historyczna "Olchowiec", zrealizowana w formie pętli, rozpoczynająca się w Olchowcu i przechodząca przez szczyt Baranie;
- Zielona ścieżka spacerowa odchodząca od zielonego szlaku turystycznego Gorlice – Ożenna, na południowo-zachodnim zboczu góry Kornuty i prowadząca do Rezerwatu przyrody Kornuty oraz Jaskini Mrocznej. Ścieżka jak i sam rezerwat oraz jaskinia znajdują się na terenie otuliny Magurskiego Parku Narodowego;
- Niebieska ścieżka spacerowa w miejscowości Folusz opatrzona nazwą "Anielska ścieżka"[9].

### Dane teleadresowe
Magurski Park Narodowy

38-232 Krempna 59

### Dyrektorzy Parku
- 1995–2011 : Jan Szafrański[10]
- 2011–2016 : Andrzej Czaderna[11][12]
- od 2016 : Marian Stój[13]